# Super Mario Bros.: Peach-Hime Kyushutsu Dai Sakusen!
Super Mario Bros.: The Great Mission to Rescue Princess Peach! (japanska: スーパーマリオブラザーズ ピーチ姫救出大作戦! Hepburn: Sūpā Mario Burazāzu: Pīchi-hime Kyūshutsu Dai Sakusen!?) japansk animefilm från baserad på TV-spelet Super Mario Bros.. Den hade premiär den 20 juli 1986.
Filmen släpptes på VHS och Betamax av VAP, men utkom inte utanför Japan eller på DVD, och dubbades inte heller. Ett filmmusikalbum och en mangaadaption utkom också i Japan i samband med filmpremiären.

## Röstskådespelare
| Figur               | Röst                                    |
| ------------------- | --------------------------------------- |
| Mario               | Toru Furuya                             |
| Luigi               | Yū Mizushima                            |
| Princess Peach      | Mami Yamase                             |
| Bowser              | Akiko Wada                              |
| Prins Haru          | Masami Kikuchi                          |
| Mushroom Hermit     | Kōhei Miyauchi                          |
| Lakitu Miss Endless | Junko Hori                              |
| Hammer Bros.        | Keaton Yamada                           |
| Kibidango           | Shigeru Chiba                           |
| Toad A              | Yuriko Yamamoto                         |
| Toad B              | Hiroko Emori                            |
| Goomba A            | Hiroko Maruyama                         |
| Goomba B            | Kazue Komiya                            |
| Paratroopaförälder  | Reiko Nakano                            |
| Paratroopabarn      | Hiromi Ōnishi Chiemi Matsumoto Maki Itō |
| Koopa Troopa A      | Tetsuo Mizutori                         |
| Koopa Troopa B      | Masaharu Satō                           |
| Präst               | Jōji Yanami                             |

### Fotnoter
1. ↑  ”Sûpâ Mario burazâzu: Pîchi-hime kyushutsu dai sakusen! (1986)” (på engelska). Internet Movie Database. 11 mars 1986. http://www.imdb.com/title/tt0469611/releaseinfo?ref_=tt_ov_inf. Läst 7 december 2015.